# Bodegón con pescado, gambas, ostras y cigalas
Bodegón con pescado, gambas, ostras y cigalas (en neerlandés: Stilleven met vissen, garnalen, oesters en rivierkreeften) es una obra de la pintora de Amberes Clara Peeters creada antes de 1620.

## Descripción
La pintura representa una carpa y un lucio en un colador de terracota en el centro. A la derecha hay pescado ahumado, gambas y ostras, y a la izquierda cangrejos de río.
Su estilo se acerca al de Osias Beert, quien probablemente fue su maestro. Su talento es evidente en las distintas técnicas que utilizó en esta obra. Por ejemplo, pintó la tela con capas muy finas de pintura, lo que dio como resultado una superficie lisa y vidriosa. Como utilizó muy poca pintura, parte del color del fondo es visible. Para los cangrejos en cambio, utilizó capas de pintura espesas y empastadas. Luego aplicó reflejos nítidos y pastosos que se asientan como pequeñas protuberancias en la pintura y le dan a la superficie una estructura agradable. Nuevamente utilizó una técnica diferente para reflejar las langostas en el cuenco de estaño. Aquí dejó que los tonos fluyeran suavemente entre sí. Casi parece como si hubiera frotado los diferentes colores. Esta combinación de técnicas produce un notable efecto tridimensional.
En la esquina inferior izquierda hay dos firmas (CLARA. P). Se trata de un arrepentimiento: Peeters probablemente aplicó primero la primera firma, pero ésta quedó cubierta en gran parte al bajar la mesa, lo que explica la presencia de la segunda firma.

## Historia
La obra se creó en torno a 1620 o antes. Fue adquirido por el Museo Real de Bellas Artes de Amberes en 1905 en Nieuwkerken-Waas al pintor Jozef Van Snick.
El Museo Nacional de Mujeres Artistas de Washington conserva un bodegón similar de Peeters. Tiene el mismo tema, con un colador de terracota, un lucio, pescado ahumado, gambas y ostras sobre la mesa. En esta obra, sin embargo, Peeters ha pintado un gato y llenado abundantemente el colador, omitiendo las cigalas. Ambas obras comparten similitudes estilísticas y compositivas con otras obras del periodo de 1620, lo que hace lógica esta datación. En comparación con las anteriores vistas de pájaro, Peeters ha elegido un punto de vista más bajo y su paleta de colores es más monócroma.
Los puestos de mercado, con o sin pescado, se convirtieron en el tema favorito de los pintores de los Países Bajos a partir de la segunda mitad del XVI. A principios de siglo (hacia 1600), la naturaleza muerta independiente surgió de la escena del mercado. Una de las representante más importantes de este nuevo género fue Clara Peeters. Pintores como Pierre Binoit (? – 1632), Pieter Claesz (1597/8 – 1660) y Georg Flegel (1563 – 1638) también se interesaron por el tema.

### Restauraciones
Las antiguas restauraciones habían alterado mucho la obra. La capa de pintura estaba cubierta por varias capas de barniz amarillento, lo que daba a la obra un tono mucho más cálido de lo esperado.
Además, el tamaño del cuadro también había cambiado con el tiempo, ya que los restauradores anteriores habían fijado un listón de tres centímetros en la parte superior de la obra. Los restauradores de los Reales Museos de Bellas Artes de Amberes pudieron reducirlo porque en el reverso de la obra se aprecia un borde biselado. Las dimensiones de otros paneles de Clara Peeters apoyan la hipótesis de que esta obra fue se ampliada con el tiempo.
El objetivo de los restauradores del Real Museo de Bellas Artes de Amberes era deshacer los cambios mencionados y devolver el cuadro a su estado original. Para ello, eliminaron las capas amarillas de barniz. Esto les permitió revisar la técnica pictórica de Peeters. También descubrieron que Peeters hacía un uso óptimo de las posibilidades que ofrecía la pintura al óleo.